# Paroedura homalorhina
Espèce
Synonymes
- Phyllodactylus homalorhinus Angel, 1936

Statut de conservation UICN

 LC  : Préoccupation mineure
Paroedura homalorhina est une espèce de geckos de la famille des Gekkonidae.

## Répartition
Cette espèce est endémique de la région de Diana à Madagascar.

## Publication originale
- Angel, 1936 : Deux gekkos nouveaux de Madagascar appartenant au genre Phyllodactylus. Bulletin de la Société Zoologique de France, vol. 61, p. 508-511.